# Franco Fausti
Franco Fausti (Roma, 24 luglio 1939 – 26 luglio 2006) è stato un politico italiano.

## Biografia
Esponente della Democrazia Cristiana, viene eletto alla Camera dei Deputati a Roma nel 1983 ed è poi riconfermato nel 1987. Nel corso della IX Legislatura ricopre il ruolo di sottosegretario al ministero dell'Interno nel governo De Mita e nei governi Andreotti VI e VII. Nel 1992 viene rieletto a Montecitorio con la DC. Allo scioglimento del partito, nel gennaio 1994, aderisce al Centro Cristiano Democratico.
Candidato alle elezioni politiche del 1996 al Senato nel collegio di Terracina dal Polo per le Libertà, viene eletto, rimanendo a Palazzo Madama fino al 2001 nelle file del CCD.